# John Landis
Pour les articles homonymes, voir Landis.
John Landis est un réalisateur, acteur, scénariste et producteur de cinéma américain, né le 3 août 1950 à Chicago.
Il commence sa carrière en assumant divers postes dans le milieu du cinéma comme préposé au courrier, cascadeur sur les westerns de Sergio Leone ou assistant réalisateur. À 21 ans, il écrit, réalise et auto-produit son premier film, Schlock (1973), une parodie de King Kong. Le succès de ce film artisanal lui permet de se voir confier par de grands studios la réalisation des comédies Hamburger film sandwich (1977) et American College (1978), qui sont d'immenses succès inattendus et lancent le genre gross out.
Au début des années 1980, il réalise coup sur coup deux films cultes : Les Blues Brothers (1980), d'après des personnages du Saturday Night Live, et Le Loup-garou de Londres (1981), une comédie d'horreur sur laquelle il travaillait depuis plus de dix ans. Mais sur le tournage de son film suivant, La Quatrième Dimension, survient un terrible accident d'hélicoptère (en) qui tue trois acteurs (dont deux enfants). Accusé de négligence, il est l'objet d'un procès qui se solde par son acquittement. Il redore son image dès l'année suivante avec la comédie culte Un Fauteuil pour deux (1983), et réalise le célèbre clip Thriller de Michael Jackson.
La suite de sa carrière est cependant un long déclin au box-office (hormis l'énorme succès d'Un Prince à New York en 1988). Il abandonne la réalisation en 1998 après une série d'échecs en salle avant de tenter un retour en 2010 avec Cadavres à la pelle qui se solde par un nouvel échec. Il n'a plus réalisé d'autres films depuis.
Depuis 1970, il est marié à la costumière Deborah Nadoolman (née en 1952), sa collaboratrice sur la plupart de ses films. De leur union sont nés Rachel Landis (née en 1982) et Max Landis (né en 1985).

## Biographie

### Enfance
Né le 3 août 1950 dans une famille juive de Chicago, John Landis est le fils de Shirley Levine (née Magaziner) et Marshall Landis, architecte et décorateur d'intérieur. Sa famille déménage à Los Angeles alors qu'il a quatre mois et il passe son enfance en Californie. Il est fan de l'équipe de baseball des White Sox de Chicago.
Quand Landis était encore enfant, son visionnage du Septième Voyage de Sinbad l'inspire à devenir réalisateur :
« J'étais totalement incrédule. J'avais huit ans et cela m'a transporté. J'étais sur cette plage, fuyant ce dragon, combattant ce cyclope. Cela m'a vraiment ébloui. Je l'ai regardé deux fois et quand je suis rentré à la maison, j'ai demandé à ma mère : « Qui fait ça ? Qui a fait ce film ?, ». »

### Débuts
Landis commence sa carrière cinématographique comme préposé au courrier à la 20th Century-Fox. Il a travaillé comme « gofer (en) » puis comme assistant réalisateur sur De l'or pour les braves de la Metro-Goldwyn-Mayer en Yougoslavie in 1969. Il remplace l'assistant réalisateur original du film, qui est tombé malade et a été renvoyé chez lui. Sur le plateau, il fait la connaissance des acteurs Don Rickles et Donald Sutherland, qui travailleront tous deux plus tard dans ses films. Après cette expérience, il travaille sur plusieurs films tournés en Europe (notamment en Italie et au Royaume-Uni), notamment Il était une fois dans l'Ouest, El Condor et Les Brutes dans la ville. Il est également cascadeur.
« J'ai travaillé sur des films [de pirates], toutes sortes de films. Des films étrangers français. J'ai travaillé sur un film intitulé Soleil rouge dans lequel Toshirō Mifune me tue en me transperçant avec une épée. [...] J'ai travaillé comme cascadeur. J'ai travaillé comme coach de dialogue. J'ai travaillé comme acteur. J'ai travaillé comme assistant de production. »
À 21 ans, il écrit son premier scénario en un week-end et réussit à récolter auprès de son entourage assez de fonds (70 000$) pour réaliser Schlock. Le film, dans lequel il joue également, est un hommage aux films de monstre. Le costume de gorille est réalisé par Rick Baker, ce qui marque le début d'une longue collaboration entre les deux hommes. Bien qu'achevé en 1971, Schlock ne sort qu'en 1973 après avoir attiré l'attention de Johnny Carson. Fan du film, Carson invite en effet Landis au Tonight Show et montre des extraits pour aider à le promouvoir. Schlock est depuis devenu culte, mais Landis qualifie cependant ce premier film de « terrible ».
Landis est ensuite embauché par EON Productions pour écrire un scénario pour L'Espion qui m'aimait, mais son scénario de  James Bond déjouant l'enlèvement du pape en Amérique latine est rejeté par Albert R. Broccoli car faisant la satire de l'Église catholique. Landis est ensuite embauché pour réaliser la comédie à sketches Hamburger film sandwich après que David Zucker ait vu son apparition au Tonight Show. Le film est inspiré ses sketches satiriques comme ceux des Monty Python, Free the Army, The National Lampoon Radio Hour (en) et Saturday Night Live. Il est remarquable pour être le premier film écrit par l'équipe Zucker, Abrahams, Zucker, qui connaîtra plus tard le succès avec la série des Y a-t-il un flic....

### 1978-1981
Sean Daniel, un assistant du directeur d'Universal, Thom Mount (en), ayant vu Hamburger film sandwich, recommande Landis pour réaliser American College sur le même modèle. Landis déclarera à propos du scénario : « C'était littéralement l'une des choses les plus drôles que j'avais jamais lues. Il avait un côté méchant comme dans National Lampoon. Je lui ai dit que c'était merveilleux, extrêmement intelligent et drôle, et que tout le monde était un cochon pour quelque chose ». Bien qu'American College reçoivent des critiques mitigées, c'est un énorme succès financier, récoltant plus de 120 millions $ au box-office national, ce qui en fait la comédie le plus rentable de l'époque,. Son succès lance le genre cinématographique gross out, qui devient l'un des incontournables d'Hollywood. Il présente également les débuts à l'écran de John Belushi, Karen Allen et Kevin Bacon.
En 1980, Landis co-écrit et réalise Les Blues Brothers, une comédie avec John Belushi et Dan Aykroyd. Il présente des numéros musicaux des légendes du Rhythm and blues et de la soul comme James Brown, Cab Calloway, Aretha Franklin, Ray Charles et John Lee Hooker. C'est, à l'époque, l'un des films les plus chers jamais réalisés, coûtant près de 30 millions $ (à titre de comparaison, le film contemporain 1941 de Steven Spielberg coûtait 35 millions $). On suppose que Spielberg et Landis étaient en compétition pour réaliser le film le plus cher. La rivalité a pu être amicale, puisque Spielberg fait une apparition dans Les Blues Brothers (en tant qu'employé de bureau vers la fin) et Landis fait une apparition dans 1941 en tant que messager.
En 1981, Landis écrit et réalise un autre film culte, la comédie d'horreur Le Loup-garou de Londres. C'est peut-être le projet le plus personnel de Landis qu'il avait prévu de réaliser depuis 1969, alors qu'il travaillait en Yougoslavie sur De l'or pour les braves. C'est un nouveau succès commercial pour Landis et cela incite les studios à insérer des éléments comiques dans leurs prochains films d'horreur. Récompensé par un Oscar des meilleurs maquillages par Rick Baker, ce film d'horreur frappe les esprits pour sa célèbre scène de transformation. Pour tous, c'est dans ce film qu'il affirme sa personnalité.

### Accident deLa Quatrième dimensionet poursuites judiciaires
Le 23 juillet 1982, pendant le tournage de La Quatrième Dimension, l'acteur Vic Morrow et les enfants acteurs Myca Dinh Le (7 ans) et Renee Shin-Yi Chen (6 ans) sont tués dans un accident d'hélicoptère. L'appareil, qui volait tout au plus à une altitude de 8 mètres, n'a pu éviter les explosions provoquées par les effets pyrotechniques utilisés pour la scène, alors qu'il survolait l'étendue d'eau où l'acteur avançait, tenant les deux enfants dans ses bras. Les explosions ayant endommagé le rotor et de manière générale rendu difficile le contrôle de l'appareil, celui-ci est venu s'écraser sur Renee Chen, que Morrow avait lâché sous l'effet du souffle, puis les pales ont décapité l'acteur et le deuxième enfant.
En juin 1983, Landis, le producteur associé George Folsey Jr. (en), le directeur de production Dan Allingham, le responsable des effets spéciaux Paul Stewart et le pilote d'hélicoptère Dorcey Wingo sont accusés d'homicide involontaire. En décembre, les filles de Morrow, Jennifer Jason Leigh et Carrie Morrow, poursuivent également Landis, Wingo, la Warner Bros. et d'autres pour négligence et mort injustifiée, ce qui amène Warner Bros. à régler le cas à l'amiable, accordant 850 000 $ à chaque partie. À la suite de l'accident, Spielberg met fin à son amitié avec Landis,.
En octobre 1984, le Conseil national de la sécurité des transports rapporte ce qui suit :
« La cause probable de l'accident est la détonation d'effets spéciaux à haute température chargés de débris, trop près d'un hélicoptère volant à basse altitude, entraînant des dommages causés par des corps étrangers à une pale du rotor et un délaminage dû à la chaleur de l'autre pale du rotor, la séparation des pales de l'hélicoptère du rotor de queue et la descente incontrôlée de l'appareil. La proximité de l'hélicoptère avec les explosions des effets spéciaux était due à l'incapacité d'établir une communication directe et une coordination entre le pilote, qui commandait l'opération de l'hélicoptère, et le réalisateur, qui était en charge de l'opération de tournage. »
Le procès se déroule finalement en 1985. Landis insiste sur le fait que la mort de Morrow, Le et Chen est le résultat d'un accident. Cependant, les cadreurs filmant la scène témoignent que Landis était un réalisateur très impérieux et un « crieur et hurleur » sur le plateau. Au cours d'une prise trois heures avant l'incident, Wingo (un vétéran de la guerre du Viêt Nam) avait dit à Landis que les boules de feu étaient trop grosses et trop proches de l'hélicoptère, ce à quoi Landis avait répondu : « Vous n'avez encore rien vu ». À cause des explosions d'effets spéciaux, l'hélicoptère chute au-dessus de Morrow, Le et Chen. Des témoins ont déclaré que Landis criait toujours pour que l'hélicoptère vole « Plus bas ! Plus bas ! » quelques instants avant qu'il ne s'écrase.
Les procureurs démontrent que Landis avait été imprudent et n'avait pas averti les parents, les acteurs ou l'équipe de la proximité des enfants et de Morrow avec des explosifs, ni des limitations de leurs heures de travail. Il admet avoir violé la loi californienne réglementant l'emploi des enfants en utilisant les enfants en dehors des heures de travail et admet aussi que c'était mal, mais a toujours nié toute culpabilité De nombreux membres de l'équipe de tournage ont témoigné que le réalisateur avait été averti du danger extrême par les techniciens mais qu'il les avait ignorés. Le métallurgiste Gary Fowler témoigne que la chaleur de deux explosions avait englouti et délaminé le rotor de queue de l'hélicoptère, le faisant chuter, et qu'il n'y avait « aucune précédent historique » du phénomène.
Le procureur adjoint Lea Purwin D'Agostino déclare que Landis s'est comporté de manière « cool », « glissante » et « désinvolte » pendant le procès, et que son témoignage contient des incohérences. Après un procès devant jury de dix mois qui a lieu en 1986 et 1987, Landis, représenté par les avocats de la défense Harland Braun (en) et James F. Neal (en), est acquitté des accusations, ainsi que d'autres membres de l'équipe,,.
Les parents de Le et Chen intentent ensuite des poursuites civiles contre Landis et d'autres accusés et cela est finalement réglé à l'amiable avec le studio pour 2 millions $ par famille. En 1988, Landis est réprimandé par la  Directors Guild of America pour conduite non professionnelle sur le tournage du film et la Commission du travail de Californie lui inflige une amende de 5 000 $ pour avoir violé les lois sur le travail des enfants. De plus, la division californienne de la sécurité et de la santé au travail (en) émet 36 citations et 62 375 $ d'amendes, bien que ce montant ait ensuite été réduit à 1 350 $. Le vice-président de la Warner Bros., John Silvia, dirige également un comité chargé de créer de nouvelles normes de sécurité pour l'industrie cinématographique.
Lors d'un entretien avec la journaliste Giulia D'Agnolo Vallan, Landis déclare : « Quand vous lisez le compte-rendu de l'accident, ils disent que nous faisions exploser des cabanes - ce qui n'était pas le cas - et que des débris ont heurté le rotor de queue de l'hélicoptère - ce qui a été le cas. Le laboratoire criminel du FBI, qui travaillait pour l'accusation, a finalement compris que le rotor de queue s'était délaminé, ce qui explique que le pilote a perdu le contrôle. L'homme des effets spéciaux qui a commis l'erreur de déclencher une boule de feu au mauvais moment n'a jamais été poursuivi ».

### Films ultérieurs

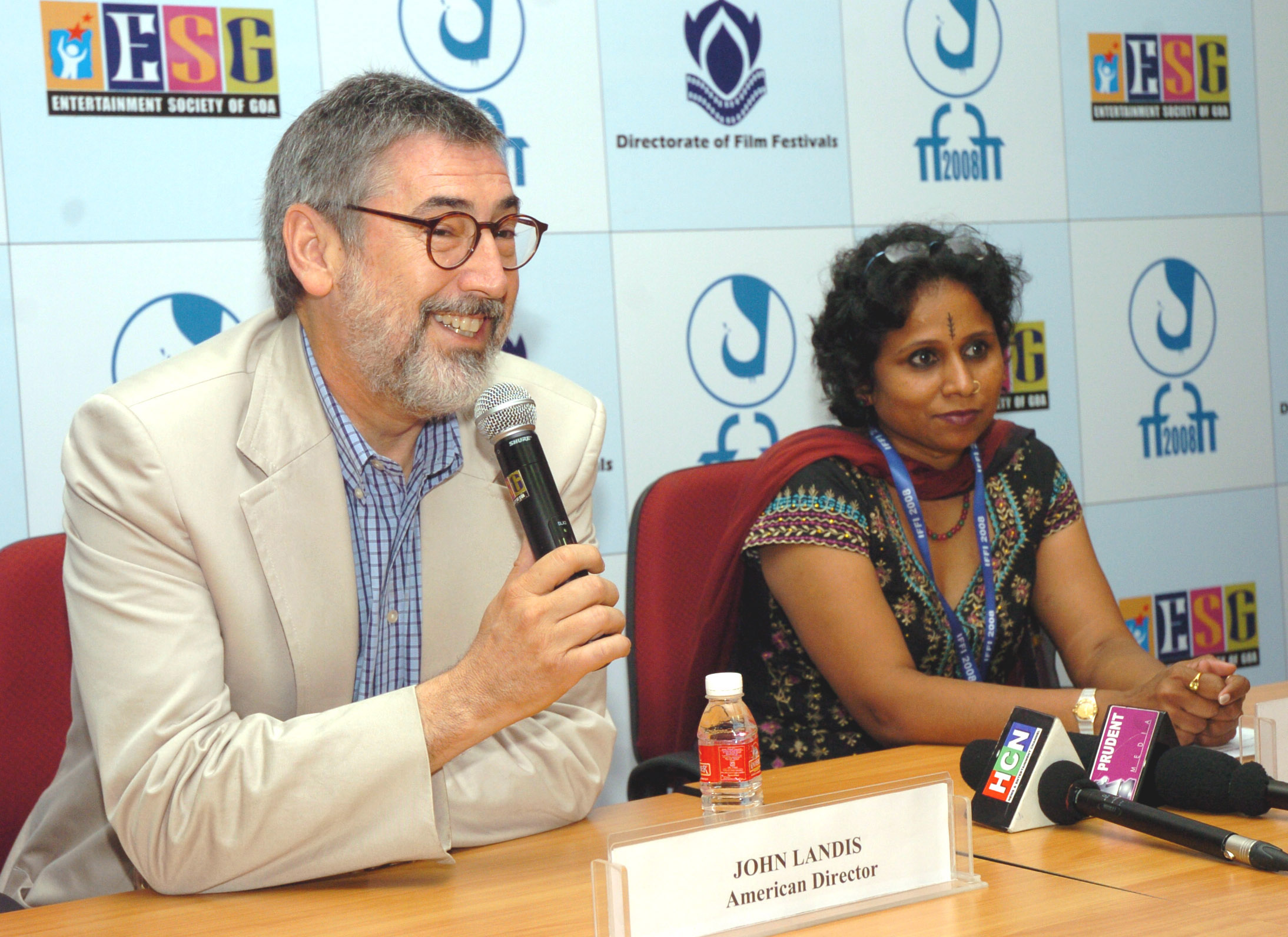
John Landis lors d'une conférence de presse en Inde le 30 novembre 2008.

Un Fauteuil pour deux, une comédie dans le style Prince et le Pauvre, avec Dan Aykroyd et Eddie Murphy, est tournée directement après l'accident de La Quatrième dimension. Une fois le tournage terminé, Landis et sa famille se rendent à Londres. Cette satire de l'affairisme, un grand succès au box-office (le 4ème film de 1983), a suffisamment bien marché pour que l'image et la carrière de Landis s'améliorent, en plus de sa collaboration avec Michael Jackson sur le célèbre clip de Michael Jackson, Thriller (le plus long de l'époque et la cassette du making of la plus vendue dans le monde) qui marque un tournant dans l'histoire du vidéo-clip.
Par la suite, Landis réalise Série noire pour une nuit blanche, avec Jeff Goldblum, Michelle Pfeiffer et David Bowie, dans lequel il apparait, sur le modèle des films d'Alfred Hitchcock, en tant que tueur à gages iranien. Pour promouvoir le film, Landis collabore avec Jeff Okun pour réaliser un film documentaire intitulé B.B. King "Into the Night" (en).
Son film suivant, Drôles d'espions, (avec le co-scénariste Dan Aykroyd et Chevy Chase) est un hommage à la série de films En Route vers... (en) de Bob Hope et Bing Crosby. C'est le 10e film le plus populaire de 1985. Hope fait une apparition dans le film dans son propre rôle.
En 1986, Landis réalise Trois Amigos !, avec Chevy Chase, Martin Short et Steve Martin. Il co-réalise et produit ensuite la comédie satirique Cheeseburger film sandwich, qui parodie l'expérience de regarder des films à petit budget à la télévision en fin de soirée.
Landis réalise ensuite le film Un Prince à New York avec Eddie Murphy, qui connait un énorme succès, devenant le troisième film le plus populaire de 1988 au box-office américain. Cela également fait l'objet de l'affaire  Buchwald contre Paramount (en), une action civile intentée par Arthur Buchwald en 1990 contre les producteurs du film. Buchwald affirme que le concept du film avait été volé à partir d'un scénario de 1982 que la Paramount avait choisi de Buchwald et a remporté le procès pour rupture de contrat.
En 1991, Landis met en scène Sylvester Stallone dans L'embrouille est dans le sac, d'après la pièce de théâtre Oscar de Claude Magnier. Le film récrée l'ambiance du cinéma des années 1930, y compris les gestes accompagnés de petits actes et avec quelques grimaces burlesques, en hommage aux vieux films hollywoodiens. Il retrouve entretemps Michael Jackson pour le clip Black or White (1991), où il fait connaître au grand public la technique du morphing. En 1992, Landis réalise Innocent Blood, un film d'horreur policier. En 1994, il retrouve Eddie Murphy pour Le Flic de Beverly Hills 3, leur troisième collaboration après Un Fauteuil pour deux et Un Prince à New York. En 1996, il réalise Les Stupides puis revient à Universal pour réaliser Blues Brothers 2000 en 1998 avec John Goodman et, pour la cinquième fois dans un film de Landis, Dan Aykroyd, qui est également apparu dans le film de Landis Susan a un plan, sorti la même année. Aucun des six films ci-dessus ne connait le succès.
Il est durant les années 1990 producteur exécutif de nombreuses séries télé (Dream On, Code Lisa, Sliders : Les Mondes parallèles, Chérie, j'ai rétréci les gosses) dont il réalise parfois quelques épisodes.
En 2010, il fait son grand retour au cinéma avec la comédie noire Cadavres à la pelle, basée sur les Meurtres de Burke et Hare et dans la veine des précédente productions d'Ealing Studios. Il y dirige Simon Pegg et Andy Serkis.
En août 2011, Landis déclare qu'il reviendra à l'horreur et qu'il écrivait un nouveau film. Il est le producteur exécutif de la comédie d'horreur Some Guy Who Kills People (en).
Sa plus récente apparition au cinéma est un caméo dans le film Le monde est à toi de Romain Gavras sorti en 2018.

### Relation avec Michael Jackson
John Landis a réalisé le célèbre clip Thriller (1983) pour la chanson Thriller de Michael Jackson, extraite de l'album éponyme. Les deux hommes ont alors développé des liens d'amitié qui ont perduré puisqu'en 1991, lorsqu'ils se retrouvent pour le clip Black or White.
Par la suite, un litige financier entre les deux parties éloigne John Landis et Michael Jackson ; en effet, le réalisateur a porté plainte contre Jackson qui aurait oublié de lui verser sa part des royalties de Thriller.
Cette brouille n'empêche pas John Landis de faire une déclaration lors de la mort de l'artiste : « J'ai eu de la chance de travailler et de connaître Michael Jackson au sommet. Michael était un talent extraordinaire et une vraie grande star internationale. Il a eu une vie trouble et compliquée malgré le don qu'il avait, il reste une figure tragique. »

### Marques de fabrique
Dans la plupart de ses films, on peut voir des mentions de See You Next Wednesday, un film fictif dont le titre est celui du premier scénario que John Landis a écrit mais qui n'a jamais été tourné.
Dans ses films, John Landis offre des petits rôles (ou caméos) à d'autres personnalités du cinéma qui ne sont pas réellement acteurs, principalement des réalisateurs :
- Jim Abrahams : Hamburger film sandwich, L'embrouille est dans le sac
- Michael Apted : Drôles d'espions
- Dario Argento : Innocent Blood
- Martin Brest : Drôles d'espions
- Albert Brooks : La Quatrième Dimension
- Joel Coen : Drôles d'espions
- Larry Cohen : Drôles d'espions
- Martha Coolidge : Le Flic de Beverly Hills 3
- David Cronenberg : Série noire pour une nuit blanche, Les Stupides
- Joe Dante : L'embrouille est dans le sac, Le Flic de Beverly Hills 3
- Jonathan Demme : Série noire pour une nuit blanche
- Atom Egoyan : Les Stupides
- Mick Garris : Les Stupides
- Costa-Gavras : Drôles d'espions, Les Stupides, Cadavres à la pelle
- Romain Gavras : Cadavres à la pelle
- Terry Gilliam : Drôles d'espions
- Ray Harryhausen : Drôles d'espions, Le Flic de Beverly Hills 3
- Arthur Hiller : Le Flic de Beverly Hills 3
- Tobe Hooper : Un prince à New York
- Norman Jewison : Les Stupides
- Lawrence Kasdan : Série noire pour une nuit blanche
- Randal Kleiser : Susan a un plan
- George Lucas : Le Flic de Beverly Hills 3
- Frank Oz : Les Blues Brothers, Le Loup-garou de Londres, Un fauteuil pour deux, Drôles d'espions, Innocent Blood, Blues Brothers 2000
- Gillo Pontecorvo : Les Stupides
- Sam Raimi : Drôles d'espions, Innocent Blood
- Michael Ritchie : Innocent Blood
- Barbet Schroeder : Le Flic de Beverly Hills 3
- Don Siegel : Série noire pour une nuit blanche
- John Singleton : Le Flic de Beverly Hills 3
- Robert B. Sherman : Le Flic de Beverly Hills 3
- Steven Spielberg : Les Blues Brothers
- Roger Vadim : Série noire pour une nuit blanche
- Robert Wise : Les Stupides

## Filmographie
Sauf indication contraire, les informations mentionnées dans cette section peuvent être confirmées par la base de données cinématographiques IMDb,  présente dans la section « Liens externes ».

### Réalisateur

#### Cinéma
- 1973 : Schlock
- 1977 : Hamburger film sandwich (The Kentucky Fried Movie)
- 1978 : American College (National Lampoon's Animal House)
- 1980 : Les Blues Brothers (The Blues Brothers)
- 1981 : Le Loup-garou de Londres (An American Werewolf in London)
- 1983 : Un fauteuil pour deux (Trading Places)
- 1983 : La Quatrième Dimension (Twilight Zone: The Movie) - prologue et premier segment
- 1985 : Série noire pour une nuit blanche (Into the Night)
- 1985 : Drôles d'espions (Spies Like Us)
- 1986 : Trois Amigos ! (¡Three Amigos!)
- 1987 : Cheeseburger film sandwich (Amazon Women on the Moon) - plusieurs segments
- 1988 : Un prince à New York (Coming to America)
- 1991 : L'embrouille est dans le sac (Oscar)
- 1992 : Innocent Blood
- 1994 : Le Flic de Beverly Hills 3 (Beverly Hills Cop III)
- 1996 : Les Stupides (The Stupids)
- 1998 : Blues Brothers 2000
- 1998 : Susan a un plan (Susan's Plan)
- 2010 : Cadavres à la pelle (Burke and Hare)

#### Clips musicaux
- 1983 : Thriller de Michael Jackson
- 1983 : Michael Jackson: Making Michael Jackson's 'Thriller' (vidéo making-of) de Michael Jackson
- 1985 : Lucille de B. B. King
- 1985 : Into the Night de B. B. King
- 1985 : In the Midnight Hour de B. B. King
- 1986 : Spies Like Us de Paul McCartney
- 1991 : Black or White de Michael Jackson

#### Télévision
- 1985 : Disneyland's 30th Anniversary Celebration
- 1990-1996 : Dream On (série télévisée) - 17 épisodes
- 1990 : Disneyland's 35th Anniversary Special
- 1997 : Chérie, j'ai rétréci les gosses (Honey, I Shrunk the Kids: The TV Show) (série télévisée)
- 2004 : Slasher
- 2005-2006 : Les Maîtres de l'horreur (Masters of Horror) - 2 épisodes
- 2007-2008 : Psych : Enquêteur malgré lui (Psych) - 3 épisodes
- 2008 : Fear Itself - épisode La Lettre (In Sickness and in Health)
- 2012 : Franklin and Bash - 1 épisode
- 2020 : Superhero Kindergarten (série d'animation) - 1 épisode

### Acteur /caméos
- 1970 : De l'or pour les braves (Kelly's Heroes) de Brian G. Hutton : Sœur Rosa Stigmata (non crédité)
- 1973 : Soleil rouge (Red Sun) de Terence Young : un homme de main (non crédité)
- 1973 : Schlock de lui-même : Schlock
- 1973 : La Bataille de la planète des singes (Battle for the Planet of the Apes) de J. Lee Thompson : l'ami de Jake
- 1974 : L'Homme qui valait trois milliards (The Six Million Dollar Man) (série TV) - 1 épisode : Michael
- 1975 : La Course à la mort de l'an 2000 (Death Race 2000) de Paul Bartel : un mécanicien
- 1977 : Hamburger film sandwich (The Kentucky Fried Movie) - segment A.M. Today de lui-même : le technicien qui affronte le gorille (non crédité)
- 1979 : Les Muppets, le film (The Muppet Movie) de James Frawley : Grover (voix, non crédité)
- 1979 : 1941 de Steven Spielberg : Mizerany
- 1980 : Les Blues Brothers (The Blues Brothers) de lui-même : Trooper La Fong
- 1981 : Le Loup-garou de Londres (An American Werewolf in London) de lui-mêle : l'homme passant à travers une fenêtre (non crédité)
- 1982 : Eating Raoul de Paul Bartel : l'homme barbu qui cogne Mary à la banque (caméo non crédité)
- 1983 : Un fauteuil pour deux (Trading Places) de lui-même : l'homme à la malette
- 1984 : Les Muppets à Manhattan (The Muppets Take Manhattan) de Frank Oz : Leonard Winesop
- 1985 : Série noire pour une nuit blanche (Into the Night) de lui-même : Savak
- 1990 : Spontaneous Combustion de Tobe Hooper : un technicien radio
- 1990 : Darkman de Sam Raimi : un scientifique
- 1990 : Psychose 4 (Psycho IV : The Beginning (TV) de Mick Garris : Mike Calveccio
- 1990-1994 : Dream On (série télévisée) - 2 épisodes : Herb
- 1991 : Black or White (vidéoclip de Michael Jackson) : le réalisateur
- 1992 : Body Chemistry II : The Voice Of A Stranger d'Adam Simon : Dr. Edwards
- 1992 : La Nuit déchirée (Sleepwalkers) de Mick Garris : le technicien de laboratoire
- 1992 : Venice/Venice de Henry Jaglom : John Landis
- 1994 : Le Silence des jambons (Il Silenzio dei prosciutti) d'Ezio Greggio : l'agent du FBI
- 1994 : Le Fléau (The Stand) (mini-série TV) de Mick Garris : Russ Dorr
- 1996 : Vampirella (vidéo) de Jim Wynorski : astronaute no 1 (barbu)
- 1996 : Caroline in the City - 1 épisode : lui-même
- 1997 : Piégée (Laws of Deception) de Joey Travolta : le juge Trevino
- 1997 : Quicksilver Highway (TV) de Mick Garris : l'assistant du chirurgien
- 1997 : Mad City de Costa-Gavras : Docteur
- 1999 : Diamonds de John Mallory Asher : un joueur au casino
- 1999 : Freeway II : Confessions Of A Trickbaby de Matthew Bright : le juge
- 2004 : Surviving Eden de Greg Pritikin : Dr. Levine
- 2004 : Spider-Man 2 de Sam Raimi : le docteur
- 2005 : Le Couperet de Costa-Gavras : le père du copain de Maxime
- 2005 : Torrente 3: El protector de Santiago Segura : l'ambassadeur arabe
- 2007 : Look d'Adam Rifkin : le réalisateur
- 2008 : Parasomnia de William Malone : le manageur du magasin
- 2009 : The Scenesters de Todd Berger : le juge Paxton B. Johnson
- 2010 : The Boondocks (série télévisée d'animation) - 1 épisode : le leader du groupe (voix)
- 2011 : Psychoville (série télévisée) - 1 épisode : le réalisateur
- 2012 : Holliston (série télévisée) - 2 épisodes : lui-même
- 2012 : L’attaque de la pom-pom girl géante (Attack of the 50 Foot Cheerleader) de Kevin O'Neill : le professeur White
- 2013 : Tempête à Las Vegas (Blast Vegas) (TV) de Jack Perez : un vendeur
- 2015 : Tales of Halloween segment The Ransom of Rusty Rex de Ryan Schifrin : Jebediah Rex
- 2018 : Le monde est à toi de Romain Gavras : un client dans le restaurant (caméo)
- 2018 : Into the Dark (série télévisée) - 1 épisode : l'homme dans la baignoire
- 2019 : I Hate Kids de John Asher : Psychic #4

### Producteur / producteur délégué
- 1982 : Coming Soon (vidéo) de lui-même
- 1983 : La Quatrième Dimension (Twilight Zone: The Movie) (film collectif)
- 1983 : Thriller (vidéoclip de Michael Jackson) de lui-même
- 1985 : Cluedo (Clue) de Jonathan Lynn
- 1986 : Le Monde merveilleux de Disney (The Wonderful World of Disney) - 1 épisode
- 1987 : Cheeseburger film sandwich (Amazon Women On The Moon) (film collectif)
- 1990-1996 : Dream On (série télévisée) - 119 épisodes
- 1994-1998 : Code Lisa (Weird Science) (série télévisée) - 88 épisodes
- 1995 : Campus Cops (série télévisée) - 2 épisodes
- 1995 : Sliders : Les Mondes parallèles (Sliders) (série télévisée) - saison 1, 9 épisodes
- 1995 : Les Monstres (Here Come the Munsters) (TV) de Robert Ginty
- 1996 : The Munsters' Scary Little Christmas (TV) de  Ian Emes
- 1997-1999 : Chérie, j'ai rétréci les gosses (Honey, I Shrunk the Kids: The TV Show) (série télévisée) - 10 épisodes
- 1998 : Blues Brothers 2000 de lui-même
- 1998 : Le Monde perdu de Bob Keen
- 1998 : Susan a un plan (Susan's Plan) de lui-même
- 1999-2001 : Le Monde perdu (Sir Arthur Conan Doyle's The Lost World) (série TV) - 44 épisodes
- 2012 : Some Guy Who Kills People de Jack Perez
- 2019 : I Hate Kids de John Asher
- 2020 : Superhero Kindergarten (série d'animation) - 1 épisode

### Scénariste
- 1973 : Schlock de lui-même
- 1976 : Holmes et Yoyo (Holmes & Yo-Yo) - 1 épisode
- 1980 : Les Blues Brothers (The Blues Brothers)
- 1981 : Le Loup-garou de Londres (An American Werewolf in London)
- 1982 : Coming Soon (vidéo) de lui-même
- 1983 : La Quatrième Dimension (Twilight Zone: The Movie) - prologue et premier segment
- 1983 : Thriller de Michael Jackson
- 1985 : Cluedo (Clue) de Jonathan Lynn
- 1998 : Blues Brothers 2000 de lui-même
- 1998 : Susan a un plan (Susan's Plan) de lui-même
- 2005 : Les Maîtres de l'horreur (Masters of Horror) - 1 épisode

### Autres
- 1966 : Le Bon, la Brute et le Truand (Il buono, il brutto, il cattivo) de Sergio Leone (cascadeur - non crédité)
- 1968 : La Charge de la brigade légère ( Charge of the Light Brigade) de Tony Richardson (cascadeur - non crédité)
- 1968 : Il était une fois dans l'Ouest (C'era una volta il West) de Sergio Leone (cascadeur - non crédité)
- 1969 : L'or se barre (The Italian Job) de Peter Collinson (cascadeur et assistant-réalisateur - non crédité)
- 1970 : De l'or pour les braves (Kelly's Heroes) de Brian G. Hutton : Sœur Rosa Stigmata (assistant de production - non crédité)
- 1972 : Les Collines de la terreur (Chato's Land) de Michael Winner (cascadeur - non crédité)
- 1973 : Mon nom est Personne (Il mio nome è Nessuno) de Tonino Valerii (cascadeur - non crédité)
- 1974 : La Tour infernale (The Towering Inferno) de John Guillermin et Irwin Allen (cascadeur - non crédité)
- 1981 : Le Loup-garou de Londres (An American Werewolf in London) de lui-même (cascadeur - non crédité)